# Francesco Sinico
Francesco Sinico   (Trieste, 12 de desembre de 1810 - Trieste, 18 d'agost de 1865) fou un compositor i mestre de cant italià. Fou el pare del també músic Giuseppe Sinico (1836-1865.
Va estudiar primer amb Andreozzi, organista; després amb Farinelli, i en 1843 es va convertir en mestre de capella al Col·legi dels Jesuïtes a la seva ciutat natal, i va donar a cantar cursos segons Mètode de Wilhelm, aconseguint un resultats molt lloables, ja que va fer oratoris i misses per a cors compostos exclusivament per infants i obrers a la manera del català Anselm Clavé, pels quals va escriure nombroses composicions.